# Gontier de Schönbourg-Waldenbourg
Günther Alexander Johann Wilhelm Fürst von Schönburg-Waldenburg (né le 30 août 1887 à Potsdam, mort le 18 mars 1960 à Salzbourg) est un membre de la noblesse allemand au titre de prince et chef de la maison de Schönburg en 1914. Avec sa mort en 1960, la branche principale de la ligne Schönburg-Waldenburg disparaît.

## Biographie
Le prince Gonthier est le fils du prince héréditaire Otto Karl Victor de Schönburg-Waldenburg (1856-1888) et de la princesse Lucie de Sayn-Wittgenstein-Berleburg (1859-1903). Il passe une partie de son enfance dans la propriété de Fântânele, en Roumanie. Il est élève du lycée Vitzthum de Dresde. Il étudie ensuite le droit à Cambridge et Leipzig. De 1906 à 1908, Günther effectue son service militaire à Potsdam et, en 1909, il entreprend un long voyage en Amérique. Sans diplôme universitaire, mais avec des expériences formatrices pour le reste de sa vie, il quitte l'université en 1912 pour se consacrer à la gestion du domaine familial en Roumanie. Après la mort de son frère aîné en 1914, il devient chef de la maison de Schönburg-Waldenburg et seigneur du château de Waldenbourg (de) (Saxe), du château de Lichtenstein, du château de Belgershain (de) et du château de Pomßen (de) ainsi que co-seigneur du château de Stein (de) (Saxe). Après la maison de Wettin, les princes de Schönburg-Waldenburg étaient considérés comme les plus grands propriétaires fonciers saxons avec 8 640 hectares d'agriculture et de sylviculture.
Il agrandit le château de Waldenbourg pour en faire un centre d'art et de culture. Des membres de l'élite intellectuelle de la République de Weimar et des musiciens célèbres sont invités à Waldenbourg. Outre les concerts de haut niveau et la table ronde de Waldenbourg, le prince lance la Société allemande des arts à Berlin, dont il est président. Pendant le Troisième Reich, Gontier de Schönbourg-Waldenbourg est exclu de la Chambre de la culture du Reich.
Néanmoins, lorsque les bombardements alliés sur l'Allemagne commencent pendant la Seconde Guerre mondiale, il met volontairement ses châteaux à disposition comme lieu de stockage des trésors d'art de plusieurs musées allemands. Après la fin de la Seconde Guerre mondiale, Schönbourg-Waldenbourg est exproprié sans indemnité et interné sur l'île de Rügen à l'automne 1945. De Greifswald, où le prince désormais presque aveugle subit une opération aux yeux, il réussit à s'enfuir dans la zone occupée britannique le 5 décembre 1945. Il est interprète au tribunal régional supérieur de Celle de 1946 à 1948, puis part aux États-Unis comme professeur de langues pendant quatre ans. Il doit renoncer un an plus tard à un poste d'enseignant à Salem, au bord du lac de Constance, qu'il avait repris en 1953, pour des raisons de santé. À Wiesbaden, il travaille quelque temps dans l'édition avant de s'installer à Salzbourg en 1957.

## Famille
Il n'a pas d'enfants de son mariage avec Hertha Roetzschke (1890-1959).
Sa sœur Sophie fut princesse d'Albanie pendant six mois, son frère aîné Otto Victor II (de) fut tué le 14 septembre 1914 lors d'une mission de reconnaissance près de Reims.